# ルートヴィヒ・ヴィクトル・フォン・エスターライヒ
ルートヴィヒ・ヴィクトル・フォン・エスターライヒ（ドイツ語: Ludwig Viktor von Österreich, 1842年5月15日 - 1919年1月18日）は、オーストリア帝国の皇族。オーストリア大公。フランツ・カール大公の四男で、オーストリア皇帝フランツ・ヨーゼフ1世とメキシコ皇帝マクシミリアンの弟。

## 生涯

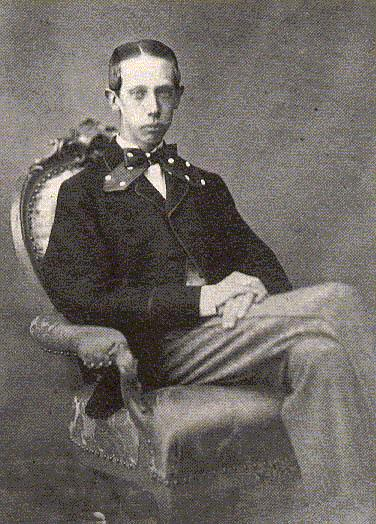
ルートヴィヒ・ヴィクトル大公（1870年頃撮影）

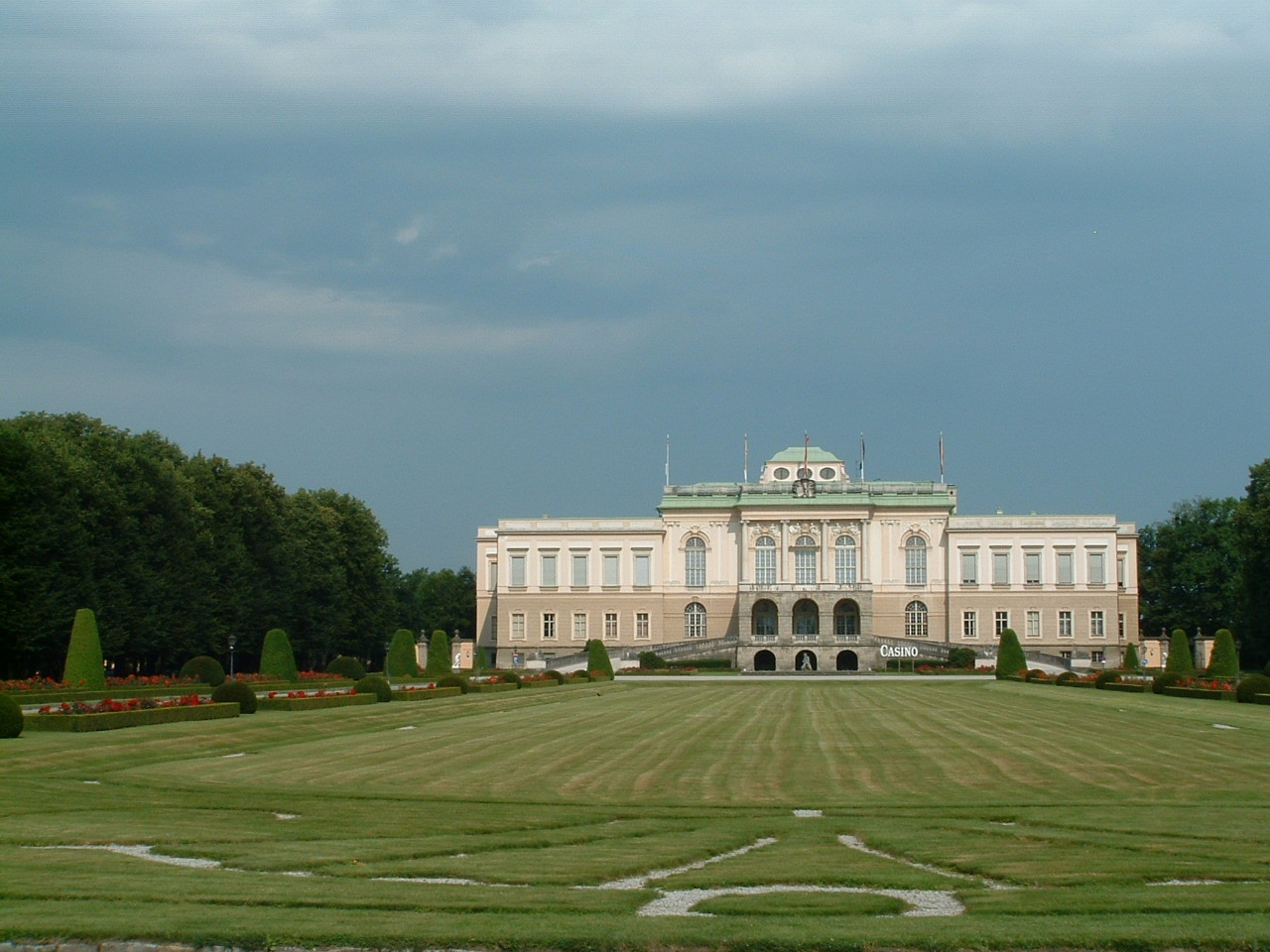
ウィーン追放後に暮らしたクレスハイム宮殿。現在はカジノとなっている

1842年5月15日、フランツ・カールとその妃であったバイエルン王マクシミリアン1世の王女ゾフィーの間に第五子（末子）としてウィーンのシェーンブルン宮殿で生まれた。全名はルートヴィヒ・ヴィクトル・ヨーゼフ・アントン（Ludwig Viktor Joseph Anton）で、「Luziwuzi」と呼ばれた。
ルートヴィヒ・ヴィクトルは同性愛者であり、その性向を隠そうとしなかったため、たびたびスキャンダルを巻き起こした。同類の屯するトルコ風呂に出入りしたり、女装に耽ったりして、兄である皇帝フランツ・ヨーゼフ1世を呆れさせた。母ゾフィーが進めようとした縁談はことごとく破談になり、ついには兄によってウィーンからの立ち退きを命じられた。
ウィーン追放後、彼はザルツブルク州のジーツェンハイム（現ザルツブルク＝ウムゲーブング郡ヴァルス＝ジーツェンハイム）のクレスハイム宮殿に隠棲した。帝政廃止後の1919年1月18日、クレスハイム宮殿で死去した。76歳であった。遺体はジーツェンハイムの墓地に葬られている。

## 余談
写真の蒐集に没頭していた義姉のエリーザベト皇后から、「美男の写真を蒐集して欲しい」と手紙で依頼されている。おそらくエリーザベト皇后は、美男の肖像写真を同性愛者の男性に集めてもらおうという魂胆だったと思われる。